# Anton van Dale
Anton van Dale (Anthonie, Antonius) (8. November 1638 in Haarlem – 28. November 1708 in Haarlem) war ein niederländischer mennonitischer Prediger, Arzt und Autor religiöser Texte. 
Der zeitgenössische Theologe Jean Leclerc beschrieb ihn als einen Feind alles Übernatürlichen. Ebenso war er ein Kritiker der Hexenverfolgung. In seinen Schriften setzte er sich hauptsächlich kritisch mit christlichen Deutungen heidnischer Orakel auseinander. Sein Werk, das später von dem französischen Aufklärer Fontenelle rezipiert und popularisiert wurde, markiert eine wichtige Zwischenstation im Prozess der Säkularisierung des Abendlandes.

## Werke
- De oraculis veterum ethnicorum dissertationes (1683)
- Dissertationes de origine ac progressu Idolatriae et Superstitionum, de vera ac falsa Prophetia, uti et de Divinationibus Idolatricis Judaeorum (1696)
- Commentatio super Aristeam de LXX interpretibus (1705)
- Dissertatio super Aristea de LXX interpretibus (1705)